# Delphine Ouattara
 (novembre 2023).
Delphine Ouattara, née le 29 avril 1967 à Tougan (Burkina Faso), plus connue sous le nom de « Mamouta », est une actrice de cinéma et comédienne burkinabè.

## Biographie

### Enfance & débuts
Delphine Ouattara,,naît à Tougan. Elle débute le cinéma dès le bas âge avec la série Vis-à-Vis du réalisateur Abdoulaye Dao. Rien ne prédestinait Delphine pour le cinéma, Elle a néanmoins su séduire les téléspectateurs dès son premier rôle en 1993,.

## Filmographie
- 1993 : Vis-à-vis d'Abdoulaye Dao Siraba
- 2000 : Siraba d'Issa Traoré de Brahima[8],[9]
- 2001 : Gorel ou le Mil de Sékou Traoré
- 2002 : Tassuma de Kollo Sanou[10]
- 2004 : Ouaga Saga de Dany Kouyaté
- 2004 : Traque à ouaga d'Aboubacar Diallo
- 2004 : Sophia d'Aboubacar Diallo
- 2005 : Code phœnix d'Aboubacar Diallo
- 2005 : Dossier brulant d'Aboubacar Diallo[11]
- 2006 : L’or de Younga d'Aboubacar Diallo
- 2007 : Mogo Puissant de Aboubacar Diallo

### Longs métrages
- 2005 : Ina d’Apolline Traoré
- 2006 : Souké et Siriki Ya kanga d'Emmanuel Sanou[12]
- 2007 : Mogo Puissant d'Aboubacar Diallo[13]
- 2010 : Clara de Boubacar Diallo
- 2011 : Somzita L’ingrat de Zida Aboubakar Sidnaba
- 2011 : Bayiri de S. Pierre Yameogo[14],[9]
- 2013 : Mai deux maris ou polyandre d'Aboubacar Zida Sidnaba[15]
- 2020 : Graine d'Alima Ouedraogo[16]